# 染井霊園
染井霊園（そめいれいえん）は、東京都豊島区駒込にある都営霊園。旧称の染井墓地で呼ばれることも多い。水戸徳川家墓所。水戸徳川公爵家や府中松平家の江戸期の墓。徳川斉昭の生母や徳川昭武の生母、側室高橋悦子の墓がある。面積は67,911平方メートル、およそ5,500基の墓があり、8ヶ所ある都営霊園の中では最も規模が小さい。
園内には約100本のソメイヨシノ（染井の地が発祥といわれる。ソメイヨシノ#起源についてを参照）が植えられ、遊歩道の一部は桜並木になっており桜の名所として親しまれている。

## 歴史
染井霊園のある区画はもともと林田藩建部家の下屋敷があったが、1872年（明治5年）より神葬墓地となった。1874年6月には「東京府下墓地取扱規則」が告示された。これにより、朱引内の墓地における埋葬が禁じられ、その代わりに染井、雑司ヶ谷、青山、渋谷、谷中、亀戸に共葬墓地を発足させることとなった。
これを受けて1874年（明治7年）9月1日、東京府が神葬墓地を改称して「染井墓地」を開設。建設費は、1791年（寛永3年）に松平定信が定めた七分積金制度による町会所の積立金を、明治になって東京府が引き継ぎ、運用したものから支出された。
1889年（明治22年）には東京市に移管され、1935年（昭和10年）5月に染井霊園に改称された。
都市計画公園事業実施のため1962年（昭和37年）6月から空き墓所の貸付を停止していたが、2019年（平成31年）に再開された。2021年度（令和3年度）から立体埋蔵施設の供用が開始された。

## 交通
- JR駒込駅北口から染井通りを北へ徒歩10分。
- JR・地下鉄三田線巣鴨駅北口から白山通りを西巣鴨方向へ徒歩12分。

## 埋葬されている著名人
染井霊園は「多くのすぐれた人たちが眠っており、すべてを回るには時間がかかる」と紹介される。
- 饗庭篁村[5]
- 淡島寒月[6]
- 石川倉次[7]
- 石川一郎[8]
- 伊藤道郎[9]
- 井上範
- 巌本善治[10]
- 巖本真理[10]
- 海野勝珉[5]
- 大田黒元雄
- 岡倉天心[11]
- 奥宮健之[12]
- 小河一敏[13]
- 梶田半古[14]
- 北田薄氷[14]
- 勝沼精蔵
- 樺山資紀[15]
- 川田小一郎[16]
- 陸羯南[17]
- 窪田鎮章
- 熊谷直彦
- 高良斎
- 五島美代子[18]
- 阪本四方太[19]
- 酒井忠績
- 酒井忠惇
- 笹川臨風[8]
- 佐藤功一
- 幣原喜重郎[20]
- 下岡蓮杖[21]
- 下条康麿
- 下瀬雅允[19]
- 末弘厳太郎[6]
- 杉亨二
- 関根正直[16]
- 高階経徳
- 高田早苗[22]
- 高嶺秀夫
- 高村光雲[23]
- 高村光太郎[23]
- 高村智恵子[23]
- 新田邦光
- 坪井正五郎[24]
- 波多野精一[25]
- 濱尾新[23]
- 土方久元[26]
- 土方久敬（土方与志）[26]
- 福岡孝弟[27]
- 福田英子[28]
- 二葉亭四迷[29]
- 前田政四郎
- 松浦詮
- 松浦厚
- 松平定敬[25]
- 水原秋桜子
- 宮川春汀[30]
- 宮武外骨[31]
- 安岡正篤[32]
- 矢部吉禎
- 山内恭彦
- 山田要吉
- 若槻禮次郎[33]
- 若松賤子[10]

染井霊園周辺には寺院が多く、それぞれの墓地もある。このため慈眼寺にある芥川龍之介や谷崎潤一郎そして司馬江漢、本妙寺にある遠山景元や千葉周作の墓が染井霊園にあると紹介されることがある。また岩崎弥太郎は当初染井墓地に葬られたが、後に隣接する三菱社宅の敷地に移された。ただし岩崎家の分家の人物では染井霊園に葬られている者もある（例・岩崎勝太郎 - 弥太郎の孫で経営コンサルタント）。弥太郎が葬られている墓地は弥太郎以外の岩崎家本家の者も葬られており、同じ敷地に弥太郎が母の美和の為に建てた別荘が大磯から移築されている。